# Дамса
Дамса́ (каз. Дамса) — село у складі Шортандинського району Акмолинської області Казахстану. Адміністративний центр Дамсинського сільського округу.
Населення — 2205 осіб (2021; 2186 у 2009, 2638 у 1999, 3418 у 1989).
Національний склад станом на 1989 рік:
- росіяни — 54 %.